# Bogdan (herb baronowski)
Bogdan − polski herb baronowski, nadany w Galicji.

## Opis herbu
Opis herbu:
W polu złotym na murawie zielonej ułan w mundurze czerwonym z takąż czapką z piórem zielonym, z pasem złotym, z szablą srebrną o rękojeści złotej wzniesionej do cięcia. Na tarczy korona baronowska, nad nią hełm z klejnotem, połułan jak na tarczy. Labry czerwone podbite złotem. [Na załączonym rysunku błędnie przedstawiona korona baronowska.]
Klejnot: nad koroną baronowską samo godło.
Labry czerwone podbite złotem.

## Najwcześniejsze wzmianki
Nadany majorowi 1 Pułku Ułanów Józefowi Bogdanowi z predykatem von Sturmbruck, w dniu 1 sierpnia 1802. Tytuł barona otrzymał jako kawaler Orderu Marii Teresy.

## Herbowni
Herb ten, jako herb własny, z nobilitacji osobistej, przysługiwał tylko  rodzinie Bogdan von Sturmbruck.